# 대한민국 민법 제314조
대한민국 민법 제314조는 전세권의 불가항력으로 인한 멸실에 대한 민법 물권법 조문이다. 

## 조문
제314조(불가항력으로 인한 멸실) ① 전세권의 목적물의 전부 또는 일부가 불가항력으로 인하여 멸실된 때에는 그 멸실된 부분의 전세권은 소멸한다.
②전항의 일부멸실의 경우에 전세권자가 그 잔존부분으로 전세권의 목적을 달성할 수 없는 때에는 전세권설정자에 대하여 전세권전부의 소멸을 통고하고 전세금의 반환을 청구할 수 있다.

第314條(不可抗力으로 因한 滅失) ① 傳貰權의 目的物의 全部 또는 一部가 不可抗力으로 因하여 滅失된 때에는 그 滅失된 部分의 傳貰權은 消滅한다.
②前項의 一部滅失의 境遇에 傳貰權者가 그 殘存部分으로 傳貰權의 目的을 達成할 수 없는 때에는 傳貰權設定者에 對하여 傳貰權全部의 消滅을 通告하고 傳貰金의 返還을 請求할 수 있다.

## 참고 문헌
- 강태성 ( Tae-seong Kang ). "민법 제314조와 제316조에 대한 검토 및 개정안." 법과 정책연구 18.2 (2018): 481-518.
- 오현수, 일본민법, 진원사, 2014. ISBN 978-89-6346-345-2
- 오세경, 대법전, 법전출판사 , 2014 ISBN 978-89-262-1027-7
- 이준현 , LOGOS 민법 조문판례집, 미래가치, 2015. ISBN 979-1-155-02086-9